# Isla Redonda-La Aceñuela

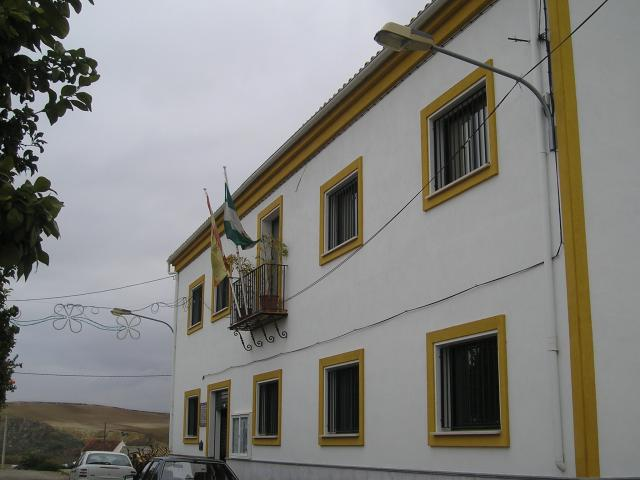
Casa consistorial de Isla Redonda-La Aceñuela

Isla Redonda-La Aceñuela es una entidad local autónoma (ELA) dentro del municipio español de Écija, en la provincia de Sevilla, comunidad autónoma de Andalucía. Se encuentra ubicada dentro de la comarca de Écija-Los Alcores. Cuenta con 309 habitantes (INE 2020) y dista 110 km de Sevilla y 70 km de Córdoba.

## Estructura urbana
La estructura urbana se divide en dos núcleos de población: La Aceñuela, el más pequeño, en el extremo noroeste; e Isla Redonda, que es el núcleo más importante, en el extremo sureste. A lo largo de sus 2 kilómetros de longitud de un extremo a otro, se extienden las casas diseminadas, paralelas al río Genil. El nombre de Isla Redonda le viene precisamente de los 2 meandros del Río Genil que forman como una isla más o menos redonda en torno al pueblo. El toponimio de La Aceñuela le viene dado por una noria que existe allí y que era una antigua aceña.

## Restos arqueológicos y patrimonio
La zona más importante, en cuanto a restos aparecidos para estudios arqueológicos es la zona situada en el cerro de Alhonoz, en el cual aún permanecen restos de una fortificación de época árabe. Alrededor de la misma, también se excavaron, entre los años 70 y 80 del siglo XX, restos de un poblado prerromano. En varios puntos, ya en la Vega del Genil, en el mismo núcleo urbano, fueron excavados distintos puntos, hoy ya desaparecidos los rastros de dichos trabajos.

### Fortaleza Árabe de Alhonoz
El significado de la palabra Alhonoz es último bastión o última frontera'. Su nombre aparece por primera vez en las divisiones administrativas que hicieron los árabes, y en los primeros amojonamientos llevados a cabo entre Écija y Herrera.
Durante el gobierno de los Emires, el acceso a Córdoba se flanqueó, de trecho en trecho, de mediados y pequeños castillos que sirvieran de morada y defensa a las patrullas armadas que atendían a la seguridad de las comunicaciones por todos su recorrido, manteniendo estos caminos libres de salteadores y gentes peligrosas. Este es el origen de la fortaleza árabe de Alhonoz que estaría en comunicación con la Calzada de Al-Rasif y otros caminos que comunicaban Écija y Córdoba con las costas mediterráneas.

### Norias fluviales
Sobre las dos norias que aún perviven en Isla Redonda-La Aceñuela no se saben las fechas exactas de su construcción, pero existen referencias documentales de que ya existía La Aceñuela en el siglo XV. En esos documentos aparecen mencionados los topónimos alusivos a Isla Redonda, por la forma del río, y a La Aceñuela por la existencia de una aceña. La noria de Isla Redonda, siempre fue usada para el riego hasta donde se conoce.
Estas obras hidráulicas son uno de los mayores reclamos turísticos de esta Entidad Local Autónoma y de gran valor histórico, ya que son dos de las pocas norias que quedan en pie en el río Genil. Estas remotas estructuras, han sido los pulmones de las huertas y gracias a ellas se pudieron salvar los impedimentos naturales que condicionaban las zonas de cultivo, además de convertirse en un símbolo muy valorado por sus vecinos.

### Parroquia de Nuestra Señora de Gracia
Esta pequeña iglesia se encuentra en el núcleo de Isla Redonda. 
Pertenecía al cortijo colindante y fue puesta a disposición de la población para acoger los ritos religiosos de la localidad. En la actualidad, el cortijo y la Iglesia se encuentran separados por algunas viviendas. 
En su interior destacan las imágenes de La Sagrada Familia, propia de la población, así como la Virgen de Araceli, a la cual se venera en Romería por todos los habitantes.

## Instalaciones y servicios

### Consultorio
Este ambulatorio se encuentra en la calle "Las Tomasas", cerca del ayuntamiento de la localidad. El profesional médico que acude hasta Isla Redonda ofrece su servicio tres días a la semana (lunes, miércoles y viernes), asistiendo los demás días (martes y jueves) una enfermera. La localidad cuenta con una Farmacia.

### Colegio público Genil
Los más pequeños de la localidad acuden a este centro educativo para realizar sus estudios de primaria. Una vez finalizados, para seguir con su formación académica, suelen acudir a los institutos de secundaria que se encuentras propiedades fincas en Écija.

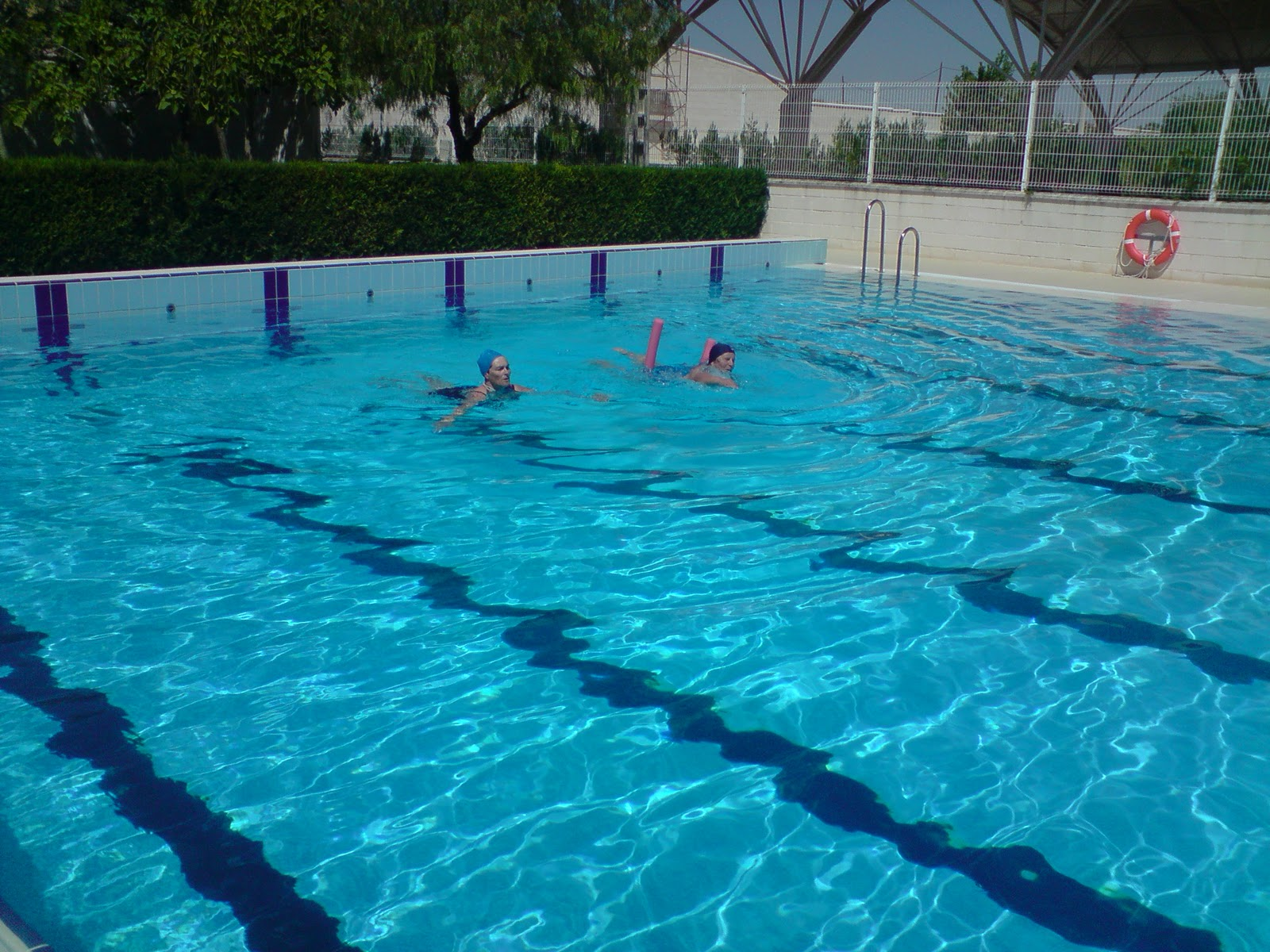
Piscina Municipal

### Parque de Feria
Una de las fiestas más celebradas es la feria de Isla Redonda-La Aceñuela. Para ello se construyó un parque pequeño pero coqueto. En él se ubica la Caseta Municipal junto a las distintas casetas privadas de los hortelanos y las varias atracciones. 

### Piscina Municipal
Isla Redonda-La Aceñuela cuenta con una gran piscina para sus lugareños. Recientemente construida, esta piscina atrae a muchos habitantes de municipios cercanos como Herrera, Marinaleda, El Rubio o Écija. Además, ofrece servicio de bar y un pequeño quiosco.

### Parque de la Noria
Uno de los pulmones de esta ELA. Es un parque dedicado a una noria fluvial que se encuentra en el mismo. Restaurada recientemente, en breve entrará en funcionamiento, y extraerá agua del río para conducirla por una antigua reguera, también restaurada y que ha sido conectada con un canal de agua que atraviesa todo el parque hasta volver a morir al río en la misma noria. Aparte de la mucha arboleda y plantas que dan vida allí, será todo un ejemplo para cualquier institución, pública o privada, de cualquier ámbito que desee ver el funcionamiento de este sistema de riego que, hasta hace 2 décadas, funcionaba en Isla Redonda, y que ha acompañado el campo desde hace cientos de años, desde que la introdujeran los árabes. 
Ezequiel Martínez, cuando dirigía el programa de Canal Sur Televisión, dedicó un reportaje a estas norias, aún en pleno funcionamiento, siendo por aquel entonces las 2 únicas que funcionaban para el riego de huertas en toda Andalucía.

## Fiestas

### Romería en honor a la Virgen de Araceli
Este ritual religioso se celebra a mediados de mayo. Los hortelanos acuden a una zona conocida como Mocael con sus carrozas y caballos. Se trata, junto con la Feria, de uno de los festejos más celebrados por la población.

### Feria de Isla Redonda-La Aceñuela
El final de la Feria se hace coincidir siempre con el primer domingo del mes de septiembre. Los lugareños acuden al Parque Municipal, construido con tal objetivo, para festejar dicha celebración. 
La Feria cuenta con un Festival Flamenco que comenzó en 1999. A este acto acuden personas de localidades cercanas con el fin de disfrutar de este homenaje al flamenco. Además, se celebran competiciones deportivas para jóvenes y adultos para completar una Feria deseada cada año por los hortelanos y hortelanas.